# Rudolf Gellesch
Rudolf Gellesch (* 1. Mai 1914 in Gelsenkirchen; † 20. August 1990 in Kassel) war ein deutscher Fußballspieler und Trainer. Der Kombinationsfußballer, der zumeist im damals praktizierten WM-System als Halbstürmer oder Außenläufer eingesetzt wurde, war am Gewinn von fünf deutschen Meistertiteln mit seinem Verein FC Schalke 04 beteiligt. 1935, 1937 und 1939 gehörte er den Endspielformationen an, 1940 und 1942 zwar kriegsbedingt nicht, hatte aber 1940 noch zwei Endrundenspiele bestritten und 1942 in der Gauliga Westfalen beim Titelgewinn in zehn Rundenspielen mit vier Toren mitgewirkt. Als er mit „Königsblau“ 1937 auch den Tschammerpokal gewann, konnte er das Double feiern. In der deutschen Fußballnationalmannschaft hat der Schalker Mittelfeldspieler von 1935 bis 1941 20 Länderspiele absolviert und gehörte 1937 der sogenannten Breslau-Elf an.

## Karriere

### Vereine
Sein Heimatverein war der FC Schalke 04, dem er sich 1926 angeschlossen hatte. Als 19-Jähriger wurde Rudi Gellesch von Trainer Kurt Otto für die erste Mannschaft entdeckt, mit der er im folgenden Jahrzehnt fünfmal Deutscher Meister und einmal Gewinner des Pokals des Deutschen Reiches (Tschammerpokal) wurde. Er debütierte am 15. Januar 1933 bei einem 1:0-Heimerfolg gegen Westfalia Herne, im letzten Jahr der Ruhrbezirksklasse, in der Ligamannschaft von Schalke 04. Ab dem Start der Gauliga Westfalen in der Saison 1933/34 prägte er maßgeblich mit Ernst Kuzorra, Fritz Szepan und Adolf Urban den Schalker Kreisel. Bis 1944 kam Gellesch auf 190 Pflichtspiele für die Knappen in denen er 38 erzielte. In der Ära der Gauliga bestritt er für seinen Verein 111 Ligaspiele, erzielte 25 Tore und vertrat die Schalker Farben in 52 Endrundenspielen um die deutsche Fußballmeisterschaft, in denen er elf Tore und unzählige Vorlagen zu den Erfolgen beisteuerte. In den Spielen um den Tschammerpokal zog er mit seiner Mannschaft viermal in das Endspiel ein. Sein erfolgreichstes Spieljahr erlebte der hoch aufgeschossene Spielgestalter 1936/37 als ihm mit Schalke das Double glückte und er mit der Nationalmannschaft am 16. Mai 1937 in Breslau das Länderspiel gegen Dänemark nach einem begeisternden Spiel mit 8:0 an der Seite seiner Vereinskameraden Fritz Szepan und Adolf Urban gewinnen konnte und damit Einzug in die Fußball-Geschichtsbücher hielt.
Gellesch war in seiner Schalker Zeit beruflich als Chauffeur bei den Wildfang Metallwerken in Gelsenkirchen beschäftigt und hat während des Zweiten Weltkrieges auch als Kriegsgastspieler kurzzeitig in Herford und bei Potsdam 03 gespielt.  Er war in der gleichen Division wie Mannschaftskamerad Hans Klodt und nahm an den Kämpfen an der Ostfront teil. Mit Paul Matzkowski traf er nach einer Verletzung in einem Lazarett in Warschau. zusammen. Er war einer der Spieler, den Sepp Herberger immer wieder vom Militär freigestellt bekommen wollte Folgende Beurlaubungen sind nachgewiesen: 19. bis 22. April 1941 (Länderspiel am 20. April gegen die Schweiz); 1. bis 8. Oktober 1941 (Länderspiel am 5. Oktober gegen Finnland); 10. bis 25. Januar 1942 (Länderspiel am 18. Januar gegen Kroatien). Es wird auch noch ein Zeitraum vom 15. Oktober bis 10. November 1941 für Paris und Warschau angegeben. Schalke 04 hat aber am 19. Oktober 1941 ein Spiel in Paris gegen die Pariser Soldatenelf ausgetragen. Am 5. November 1941 besiegte Schalke in Warschau eine Auswahlmannschaft der Gauliga Generalgouvernement mit 8:1.

### Nationalmannschaft
Rudi Gellesch bestritt zwischen 1935 und 1941 insgesamt 20 Spiele für die deutsche Nationalmannschaft und erzielte dabei einen Treffer. Er war einer jener elf Spieler, die 1937 mit der deutschen Nationalmannschaft in Breslau Dänemark besiegten und als Breslau-Elf in die (Sport-)Geschichtsbücher einging. 1938 nahm er mit der Nationalmannschaft an der Fußball-Weltmeisterschaft in Frankreich teil.
Vor seinem Debüt am 18. August 1935 in der Nationalmannschaft hatte er im Januar und Februar 1935 in zwei Auswahlspielen für Westfalen im Bundespokal gegen Pommern und Brandenburg mitgewirkt und dabei ebenfalls auf sein Talent aufmerksam gemacht. Zwar lief sein Debüt wie auch das von Adolf Urban in einer „Nachwuchself“ gegen Luxemburg ab, da zu gleicher Zeit die eigentliche A-Auswahl in München gegen Finnland (6:0) in der Angriffsformation mit Lehner, Siffling, Conen, Fritz Szepan und Fath antrat, aber die Weichen für die weitere Länderspielkarriere der zwei Schalker Talente Rudolf Gellesch und Urban waren damit gestellt. Im Frühjahr 1936 lief er in Budapest im Spiel gegen Ungarn neben Szepan und Urban zu seinem zweiten Länderspiel auf und gehörte dann auch dem Aufgebot für die Olympiade 1936 in Berlin an, kam dort aber nicht zum Einsatz. Ab seinem dritten DFB-Einsatz am 27. September 1936 in Prag gegen die Tschechoslowakei (2:1) gehörte Gellesch bis 1939 der Stammbesetzung der Nationalmannschaft an. Entweder als Halbstürmer oder als Außenläufer. Den Höhepunkt erlebte er am 16. Mai 1937 in Breslau im Länderspiel gegen Dänemark. Der Angriff mit Lehner, Gellesch, Siffling, Szepan und Urban, unterstützt durch die zwei Schweinfurter Außenläufer Kupfer und Kitzinger, zeigte fließende Kombinationen, Schnelligkeit und verwirrende Positionswechsel und zerlegte die Dänen hoch mit 8:0 Toren. Dem als „hängenden Mittelstürmer“ agierenden Siffling glückten fünf Tore und das Mittelfeldspiel wurde durch Gellesch, Szepan, Kupfer und Kitzinger dominiert. Helmut Schön, der spätere Bundestrainer und Nationalspieler in der unmittelbaren Nachfolgezeit der Breslau-Elf, beschreibt in seinem Buch „Fußball. Erinnerungen.“ den Halbstürmer Gellesch mit folgenden Worten: „Halbrechter, ein eleganter Halbstürmer aus der Schalker Schule, ein hervorragender Dribbler mit außerordentlichem Spielverständnis. Ich habe mich mit ihm später fabelhaft ergänzt.“ Im grundsätzlichen beschreibt er die Breslau-Elf mit der Ausführung: „Für lange Zeit schien die Elf die ideale Formation der deutschen Nationalmannschaft zu sein. Die Elf spielte das moderne englische WM-System mit Stopper, sehr schnell, oft direkt, es war immer Bewegung da, das Spiel wurde über die Flügel aufgerissen. Überragende Solisten sorgten immer wieder für Überraschungen. Zum ersten Mal zeichnete sich damals ein Stil ab, den man bis heute als 'deutschen Stil' bezeichnen kann.“
Mit seinem 20 Länderspieleinsatz am 5. Oktober 1941, einem Spiel in Helsinki gegen Finnland (6:0), endete die Nationalmannschaftskarriere von Gellesch. Er trat nochmals als Halbrechts an, war Spielführer und sein Schalker Mannschaftskamerad Herbert Burdenski debütierte auf Rechtsaußen und der dritte Mann von Königsblau, Hermann Eppenhoff, erzielte als Mittelstürmer drei Tore.

### Trainer
Nach dem Zweiten Weltkrieg verschlug es Gellesch 1946 zum Hannoverschen SC und dann ins westfälische Lübbecke, wo er die folgenden Jahre als Spielertrainer beim FC Lübbecke fungierte. In der Saison 1947/48 wurde der TuS Meister der Bezirksklasse Herford und stieg in die Landesliga Westfalen auf. Zu dieser Zeit war die Landesliga die höchste Amateurliga Westfalens und bildete den Unterbau für die Fußball-Oberliga West.
Gleich in der Aufstiegssaison 1948/49 wurde die „Gellesch-Elf“ Vizemeister in der Gruppe 3 hinter Arminia Bielefeld. Höhepunkt der Saison war ein 3:1-Auswärtssieg gegen die Arminia. Leistungsträger war sein ehemaliger Schalker Mannschaftskollege Heinz Hinz. Ein Jahr später qualifizierte sich der mittlerweile als FC Lübbecke auflaufende Verein für die eingleisige Landesliga. Trainer Gellesch verabschiedete sich am Saisonende in Richtung Eintracht Trier.
Er hatte im ersten Trainerkurs unter Sepp Herberger an der Deutschen Sporthochschule Köln im Jahr 1948 die Ausbildung zum Fußball-Lehrer an der Seite von Kollegen wie Paul Janes, Willy Jürissen, Fritz Langner, Walter Ochs, Fritz Pliska, Hennes Weisweiler und Herbert Widmayer durchlaufen.
1950 heuerte er für zwei Jahre in der Oberliga Südwest bei Eintracht Trier an, wo er auch noch 1950/51 selbst in zwei Oberligaspielen für die Eintracht aufgelaufen ist. Zur Saison 1952/53 zog es ihn nach Nordhessen zum KSV Hessen Kassel in die II. Division. Gellesch führte in seiner ersten Saison 1952/53 die „Löwen“ um die Leistungsträger Karl Hutfles, Karl-Heinz Metzner, Toni Hellwig und Karl Schmidt als Vizemeister in die Oberliga Süd.
Von 1955 bis zu seiner Pensionierung im Jahr 1978 übte der Ex-Schalker das Amt des Verbandstrainers im Hessischen Fußballverband über zwei Jahrzehnte aus.

## Sonstiges
Im Spätsommer 1941 wirkte er als Nebendarsteller während der Dreharbeiten zu dem am 10. Juli 1942 in den Berliner Kinos Capitol am Zoo uraufgeführten Film von Regisseur Robert Adolf Stemmle “Das große Spiel” mit.
Er nahm am 28. März 1977, dem 80. Geburtstag von Alt-Bundestrainer Sepp Herberger, am Festakt im Rittersaal des Mannheimer Schlosses an der Seite seiner ehemaligen Mitspieler der Breslau-Elf wie Hans Jakob, Paul Janes, Reinhold Münzenberg, Andreas Kupfer und Ernst Lehner teil.

## Ehrung
Ein Fußweg im Berger Feld, der entlang der Veltins-Arena verläuft, wurde zu seinem Andenken in Rudolf-Gellesch-Weg benannt.